# 冰川丸
冰川丸是日本郵船於1928年11月9日放下龍骨，在1930年竣工，屬12,000噸級別的远洋貨客船。曾長時間服務來往日本至北美（北太平洋）的航線。
二戰時作為醫療艦，服役於舊日本海軍。戰後協助運送日本海外軍民從中國大陸等地返回日本，現於横濱作為博物館船公開展覽。是日本現存兩艘活過二戰的大型艦隻的其中一艘，另一艘三笠，兩者都是在第二次世界大戰之前建造的。

## 解説
雖然「冰川丸」在世界上並非相當傑出的中型貨客船，但由於其優秀的待客設備及服務為經常來往太平洋的名人所喜愛，而船上也留下不少趣聞。船名的來源為「冰川神社」。
1941年至1945年，被大日本帝國海軍徵用做為醫療船之用，日本戰敗投降後，擔任將日本軍民載送回國的任務。
太平洋戰爭後，日本喪失為數不少的商船，而「冰川丸」就是少數未被擊沉的大型貨客船，在戰後直至1960年繼續於北太平洋航路航行。在停航後原本要拆解，不過橫濱市市民發起請願活動希望能保存此船，之後保存於横濱市山下公園前的横濱港。而该船也是日本目前唯一留存至今的二战前建造客轮。

## 民用時期
冰川丸於1930年5月13日開始了她的處女航，從神戶出發，途經橫濱、夏威夷和溫哥華。所以，後來她的路線包括横濱、神戶、香港、上海、維多利亞、西雅圖，然後返回香港。
1932年，國際影星查理·卓别林曾乘搭冰川丸並入住頭等艙。
1938年5月4日，日本柔道之父嘉納治五郎在出席國際奧委會活動後回國時在此船上逝世。

#### 幫助猶太人逃離納粹
儘管從德國經大西洋到美國的路線被中斷，但太平洋航線仍然開放，所以在1940年8月3日，西雅圖的89號碼頭，冰川丸成為第一艘將猶太難民從橫濱(7月22日出發)運送到美國的船，來自納粹德國和立陶宛的82名猶太難民抵達西雅圖（穿過蘇聯，經過海參崴，登上冰川丸），此時法國已經淪陷了6個星期。日後冰川丸透過橫濱往返西雅圖及温哥華的太平洋航道拯救過太約1000名猶太難民，包括以色列的拉比（猶太教領袖）兼律師和政治家佐拉夫·巴爾哈夫提克(Zerach Warhaftig)於1941年6月5日從橫濱出發，並於同月17日與其妻兒抵達温哥華，後來通往美國。當時正值大西洋海戰，加上無限制潛艇戰的威脅，最終迫使由德國通往美國的大西洋航道被關閉，只剩下太平洋的橫濱往西雅圖的航道仍然開通。從1940的7月至1941年的6月，氷川丸協助拯救了超過4600名猶太人逃離德國納粹的逮捕，一半來自德國，另一半來自立陶宛。這一直維持至德國入侵蘇聯(巴巴羅薩行動(1941年6月22日開始)才停止。
這個航道一直維持至1941年的11月21日，在此之後，氷川丸被舊日本海軍徵用。由1930年至1941年12月7日(美國時間；東亞時間為12月8日，不同時區，但同日發生)太平洋戰爭爆發其間，氷川丸已經服役了11年03個月，運載過大約1萬名旅客並航行了74次。
1947年，盟軍把氷川丸歸還給日本郵船公司，自1947年開始，氷川丸便以貨輪的形式往來日本和美國東岸。1949年氷川丸在日本和緬甸之間不斷穿梭，把泰國的鐵礦運回日本內陸。1953年，水川丸進行改裝，變回客輪，並於同年恢復戰前往來横濱和西雅圖的航線，直至1960年12月21日，氷川丸退役。
在氷川丸服役期間，氷川丸總共運載超過25000名乘客，在氷川丸的254航次中，氷川丸曾經逗留過温哥華、華盛頓、西雅圖、英屬哥倫比亞等地。而且是日本戰前遺留下來的唯一一艘中型至大型船隻(此時高砂丸已經被拆解(1956年))，極具保存了價.值。故此自1961年起，氷川丸永久地停泊在山下公園的東方。

## 軍用時期
從1941年至1945年間，氷川丸被舊海軍招募，並用作醫療船，其姊妹艦日枝丸，平安丸分別成為了軍方的特設運輸艦以及特設潛水母艦，兩者皆未能活過二戰，分別於1943年和1944年被擊沉。
在氷川丸服役其間，氷川丸曾接收津輕號佈雷艦的傷者以及500名從中途島戰役的傷者。在這段時間內，氷川丸總共執行了28次醫療巡迴，與此同時，氷川丸亦經歷了三次觸雷事件。

### 三次觸雷未沉
首次觸雷是於1943年10月3日，當氷川丸快抵達爪哇島的泗水時，氷川丸觸發水雷，但只是輕微受損，所以氷川丸隨後於泗水進行維修。
第二次是在1944年7月15日，氷川丸離開沃萊艾環礁後，在加羅林群島附近再次觸雷，是次船首觸發兩枚磁性水雷，再次受損，於同年8月航行至横浜進行維修。
最後一次是於1945年2月14日，氷川丸離開新加坡後於新加坡海峽觸雷，船尾附近觸發水雷，雖然觸雷導致進水，造成船尾受損，但氷川丸仍然可以自行返回新加坡進行維修。

### 戰後盟軍徵用
1945年8月15日，日本投降，戰爭結束，截至8月15日，氷川丸總共運送了30,000多名傷兵，挽救了成千上萬的生命。戰爭結束後，氷川丸由盟軍接收，盟軍徵用氷川丸遣返日本在外地的軍民。
1946年，氷川丸回到横浜進行維護，在此之後，氷川丸便沒有再遣返日本海外軍民，但此時氷川丸已經把45,000人帶回日本。1947年，盟軍把氷川丸歸還給日本郵船 ，氷川丸的軍用時期正式結束。

## 概要
日本郵船在昭和初期，因在北太平洋貨客船航線上需與美國及加拿大競爭，以及在明治末期至大正初期所建造的天洋丸級因老化需要替換，所以需要新型的貨客船。
結果，日本郵船在接受政府的援助後建造了6隻使用柴油引擎的貨客船。這些船排水量達17,000噸、極速近20節，當中的「淺間丸」、「龍田丸」及「秩父丸」（後改名為「鎌倉丸」）主要從事來往三藩市的航線，而「日枝丸」、「平安丸」及「冰川丸」則從事西雅圖・溫哥華的航線 (
船名是來源為埼玉縣大宮市（現：埼玉市大宮區）的冰川神社。就這原因，冰川神社內的祭神曾被勸請到船橋內的神棚中，成為保存船後也供奉冰川神社。

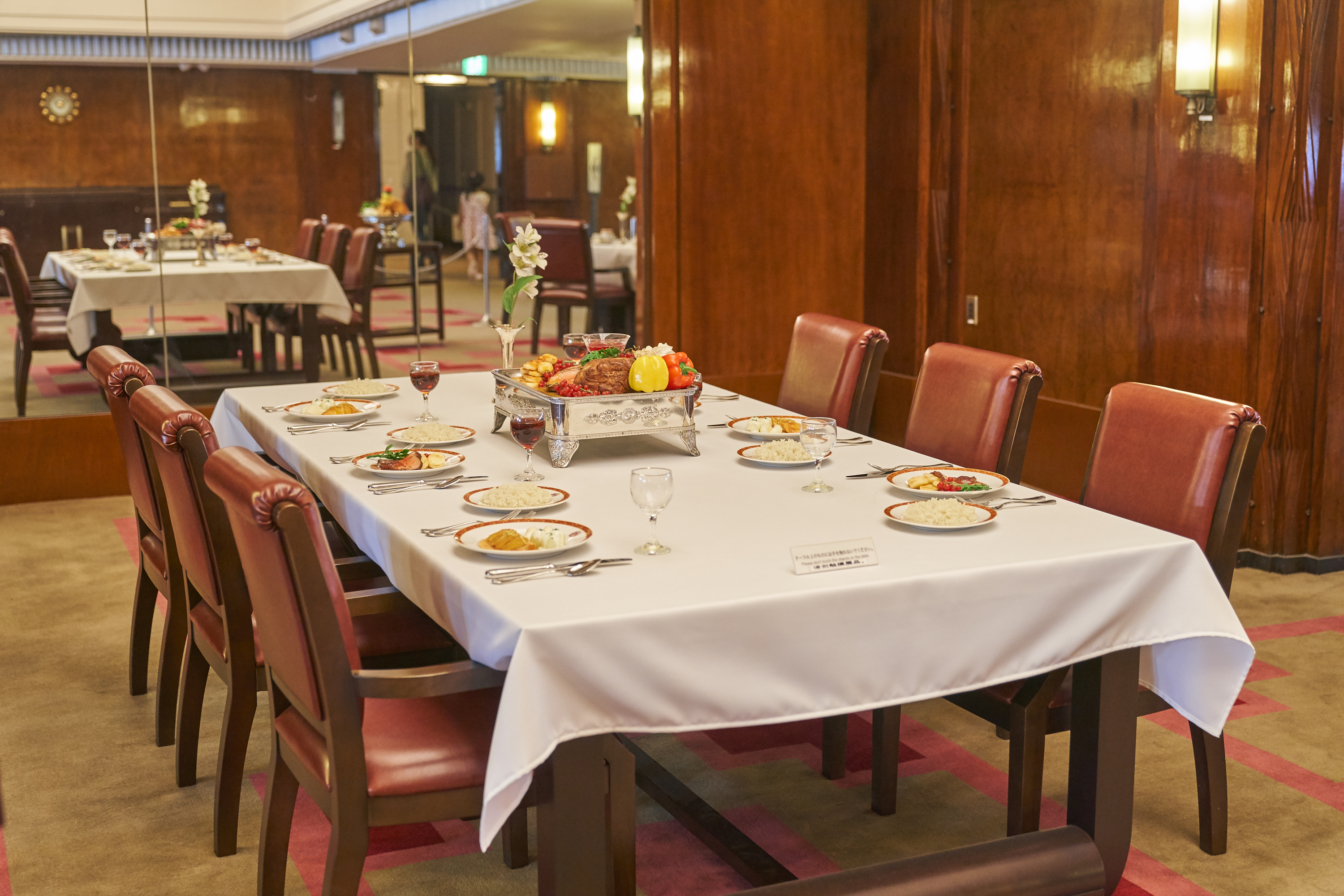
冰川丸的餐廳
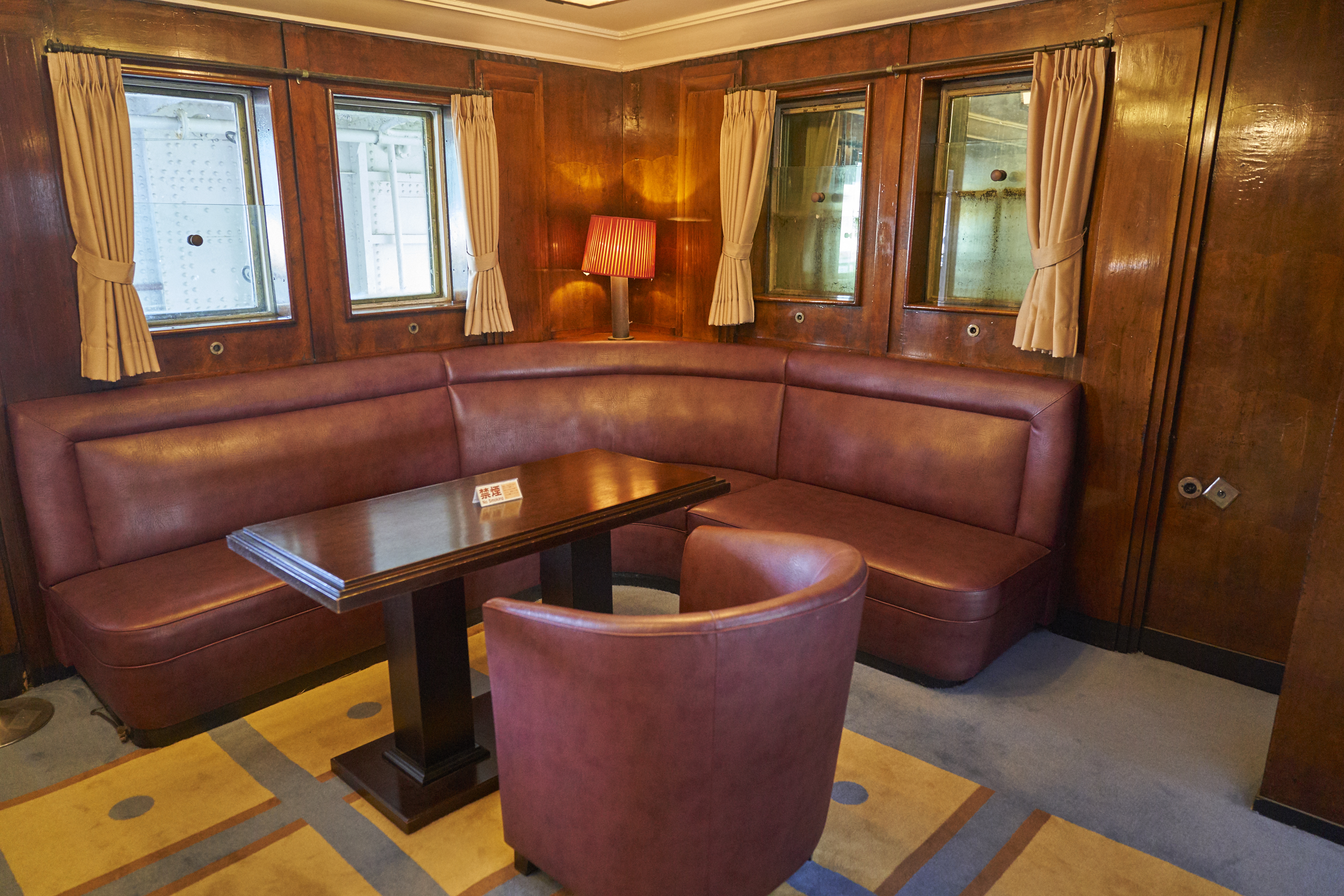
冰川丸的交誼廳
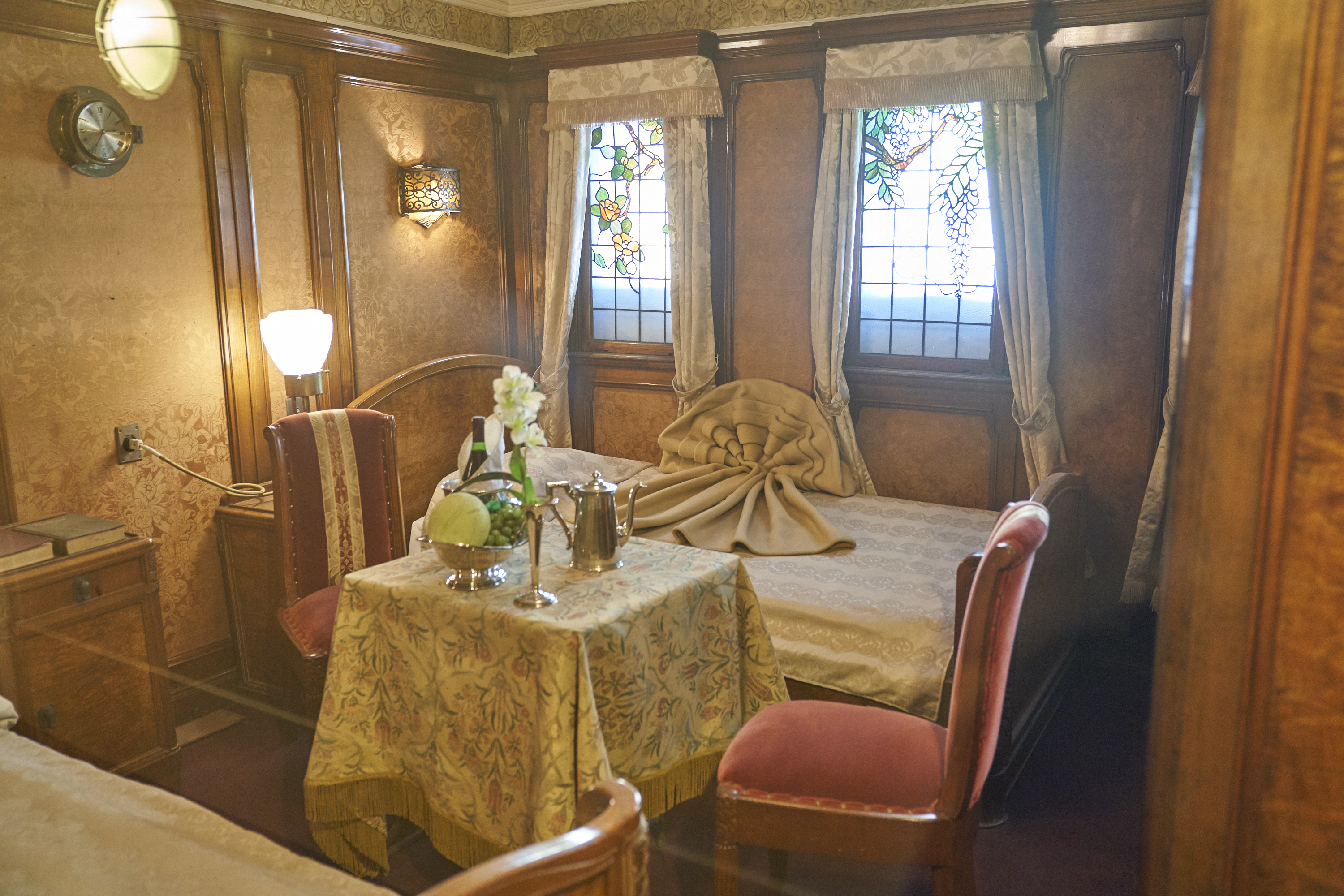
冰川丸的一等臥室
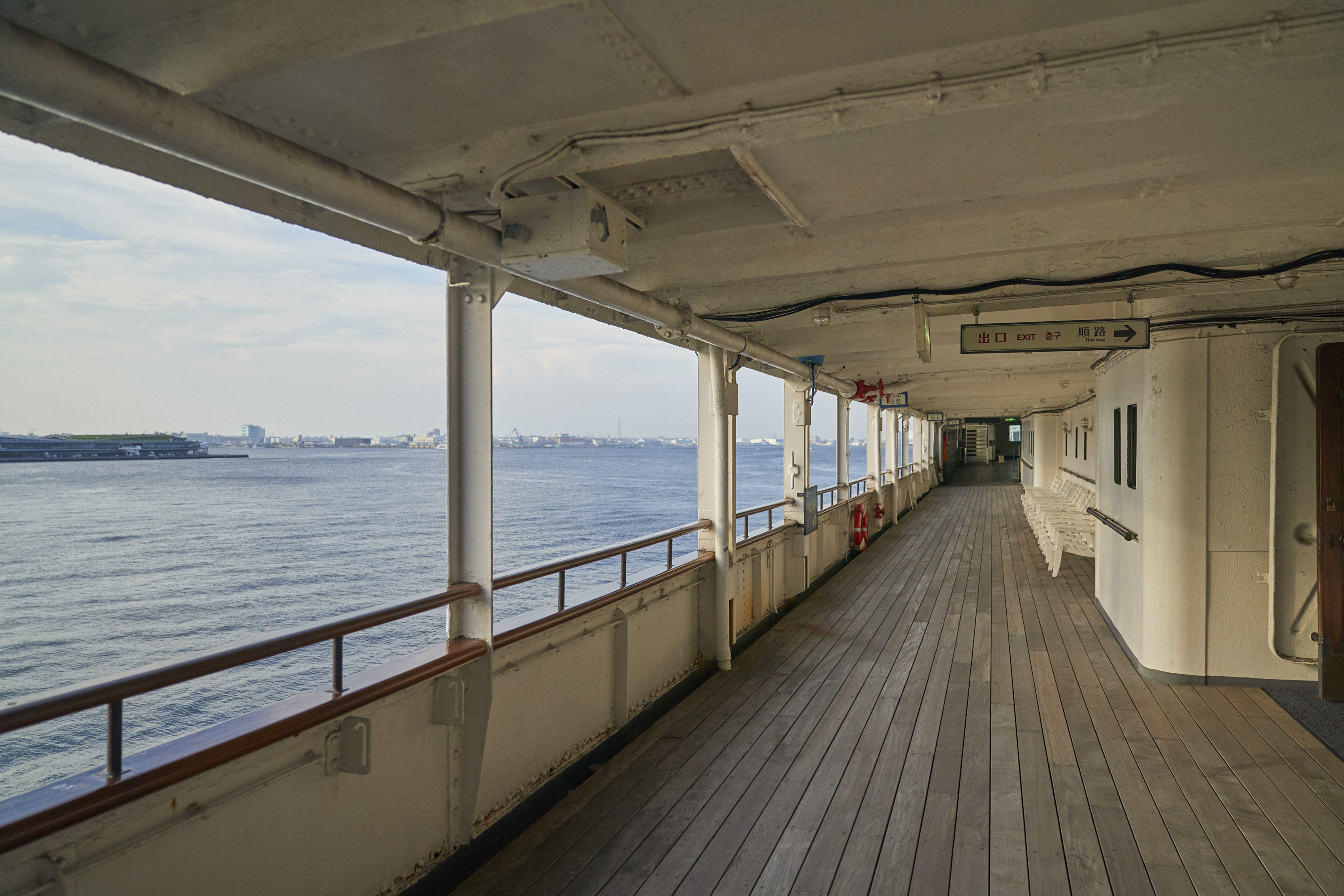
冰川丸的甲板
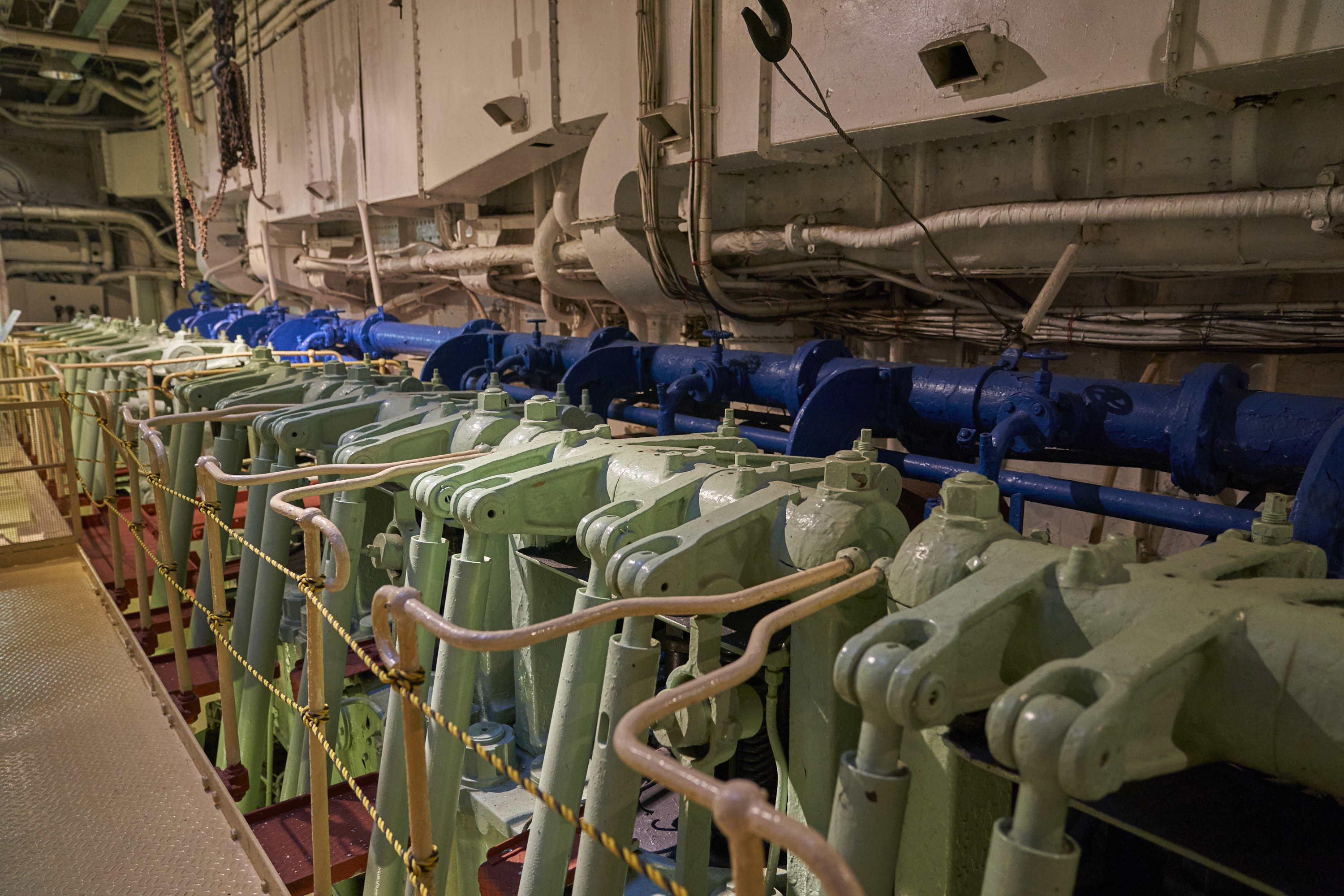
冰川丸的引擎室
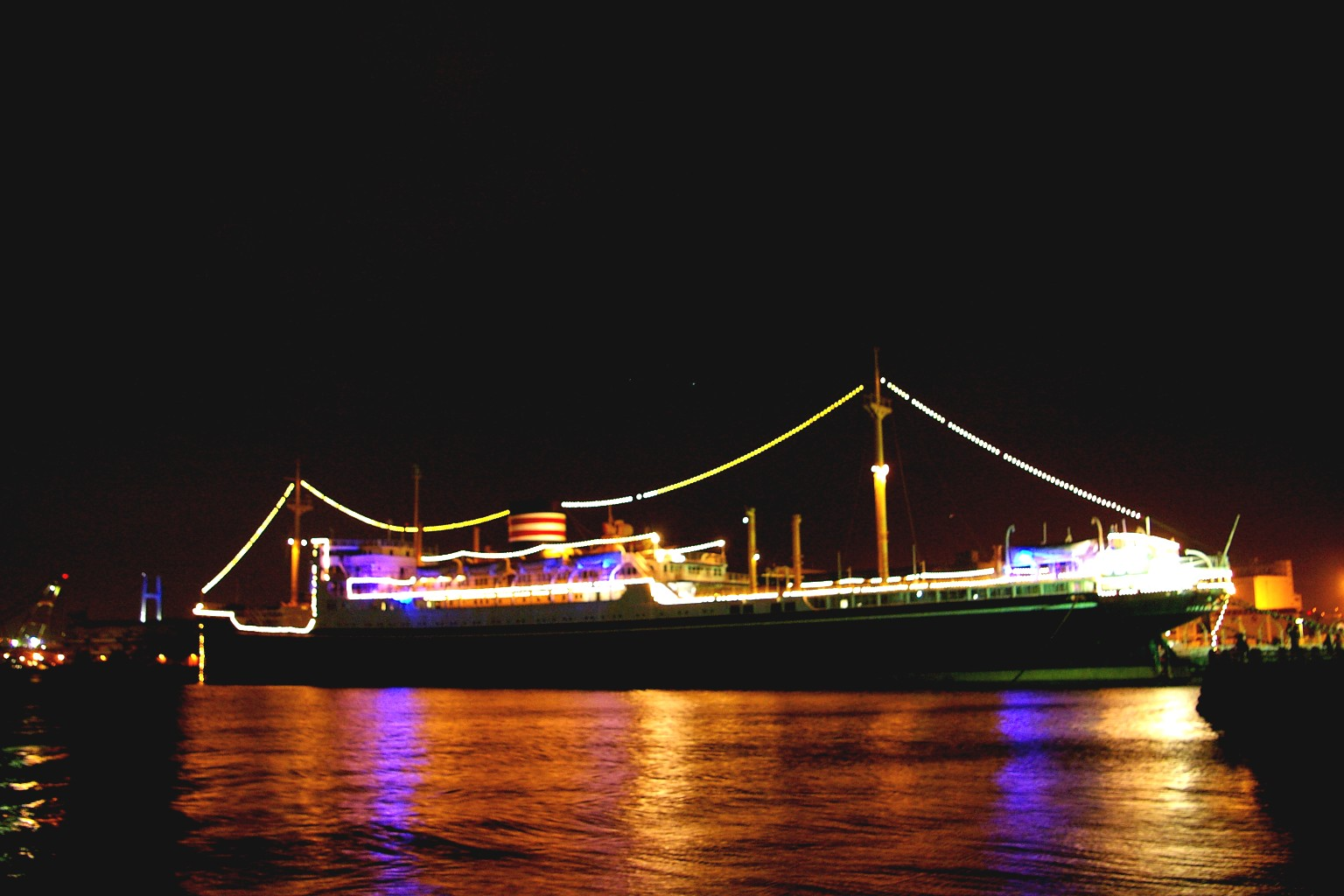
冰川丸的夜景
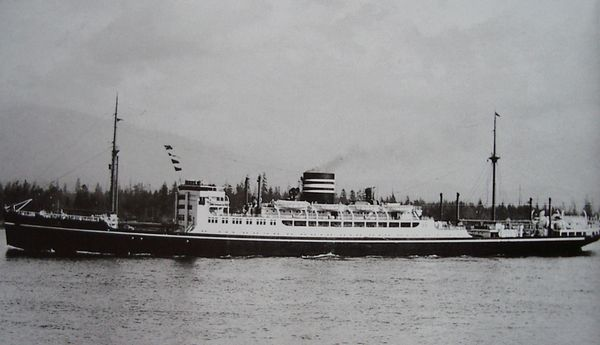
姊妹船「日枝丸」
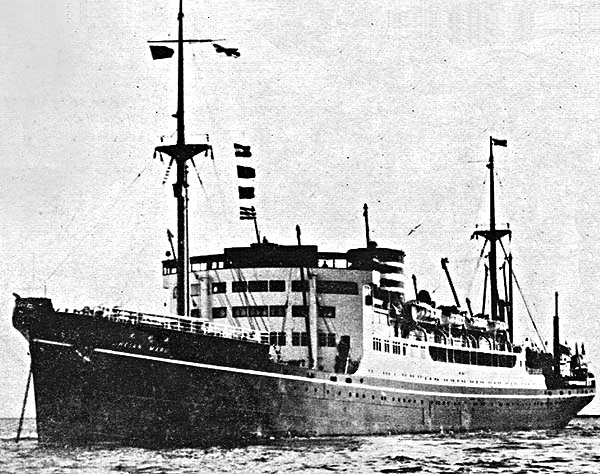
姊妹船「平安丸」

## 外部連結
- （日語）官方網站（页面存档备份，存于）
- （日語）日本郵船（页面存档备份，存于） - 「冰川丸」現在所屬的組織
- （日語）